# マップスの登場人物
マップスの登場人物（マップスのとうじょうじんぶつ）は、長谷川裕一の漫画作品『マップス』に登場する架空の人物の一覧である。
声は学研版OVA（1987年）/ KSS版OVA（1994年）の順。
なお、2007年よりウェブコミック誌「FlexComixブラッド」で連載中の本作の続編『マップス ネクストシート』の登場人物に関しては作品の項目を参照。

## 主人公一行
十鬼島ゲン（ときしま げん、ACT.1〜）
声：田中真弓 / 緑川光
地球人。本編の主人公。初出時は18歳の高校生。リプミラと出会ったことにより銀河を股にかけた冒険を繰り広げることになる。
「さまよえる星人」の子孫で、彼らが地球に隠した秘宝「風まく光」そのものであり、「風まく光」の伝承に記された「銀河を統一する伝説の勇者」である（ただしこの伝承は伝承族によって巧妙に仕組まれたものである）。ただし本人はあまりその自覚がない。
戦闘においてはリプミラ譲りの海賊戦法を得意とし、初期は屈曲ミラーによる曲撃ちを良く使っていたが、中期から単発式のハンド・キャノンを使用する様になる。メタル・ビーチ（当時はまだ「惑星リングロド」と呼ばれていた）の導きにより、自らの身体に眠る潜在能力の全て（常日頃の能力に対して非常時に出し得る「火事場の馬鹿力（4倍）×伝承族の計算による真の潜在能力（4倍）」、そのさらに16倍の「伝承族が引き出せる肉体と精神をシンクロさせた潜在能力（計256倍）」）を操る能力を身に付ける。
銀河で一等航海士の資格を持っているが、あくまで念のためである（リプミラ号の航行には全く関係ない）。
「マップマン」「風まく光」「ダイナック・ゲン」「ゲン・トーキジャマ」などの異名を持つ。
普段は空気のようにボーっとしている（星見談）が、ここ一番では大活躍する。行き当たりばったりで何も考えていないような行動も多いが、宇宙での一般的な先入観を持たずどんな相手でも自然体で接する為、種族・星間の関係を超えた信頼関係を多く築くことになる。
常に美女・美少女が傍らにいる。こう表現すると典型的なハーレムアニメの主人公のように聞こえるが、そのキャラクター造形はそれらとはかなり異なる。とはいえ、漫画史・アニメ史的観点から言えば影響関係が全くないとは言い切れはしない（補足事項の節を参照のこと）。
向う見ずで「死ぬほどムチャなことばかりする（エイブ談）」ため、何か事件が解決する度に大怪我を負ってしまう。一方でどれほど大怪我をしても（心臓をぶち抜かれても、全身が真っ黒焦げになっても）必ず生還する不死身ぶりも発揮しており、作者の作品の主役の中でもトップクラスの頑丈さを誇る。
「銀河に勇者はいらない」と考えており、最終決戦の後はリプミラと共に流浪の旅に出る、すなわち“さまよえる星人”に戻ることを選択する。
ブゥアーを破壊した後に冷凍睡眠に入り、85億7千万年後にクオリネスの船に拾われて目覚める。その後、数多の冒険の果てに現代へ帰還した。
リプミラ・グァイス（RYPMILLA GUAICE、ACT.1〜）
声：鶴ひろみ / 冬馬由美
リプミラ号の頭脳体である半有機合成人間（ビメイダー）。ゲンと出会うまでは「宇宙海賊カリオン」と名乗っていた。カリオンとは元々のリプミラの主で、リプミラは彼の意思を受け継いで「風まく光」を探していた（詳しくはカリオンの項も参照のこと）。
宇宙海賊だった頃は同業者ばかりを狙い、宇宙海賊の間では「女狐」「白い女神」と呼ばれていた。
ヒロインをやるにはちとトウがたった感じの美女（ゲン談）。普段は露出度の高いビキニ風の格好をしており（それでもその実態は武器である）半裸・全裸になることも珍しくないため、「何か着ているときのほうがこういうの（「月刊コミックNORA」読者ページ企画の月間ベストショットのこと）に選ばれちゃうのも彼女ぐらいのものだろう」と作者にまでいわれるほどである。
かつて宇宙海賊だったため海賊戦法を得意とし、宇宙へ旅立ったばかりのゲンにも伝授した。
銀河統一会議（ACT.46）で彼らが初めて集結したときにゲンの真意にいち早く気づき「十の魔物」の1人として真っ先に名乗りをあげた。
君塚星見（きみづか ほしみ、ACT.1〜）
声：皆口裕子 / 國府田マリ子
ゲンがまだ普通に地球で生活していた頃からのガールフレンド（どの程度の仲だったのか詳しく語られていないので不明）、17歳。ゲンとともにリプミラに出会い、共に宇宙に旅立つ。
髪型が数種類あり、よく変化している。
リプミラはもちろんのこと、ジャルナ・リム・プテリスetcと次々登場する女の子とゲンとの仲には気が気でないようである。
「十の魔物」の1人であるが、リプミラと違ってゲンの真意に全く気づいていなかった。遊撃編以降、地球に残ることでゲンを精神的に支える役割になる。
最終決戦の時はガタリオンに一時捕らわれるが、ダードに救出される。その後、ゲンと合流するまでリプミラ号（後期型）の手動操縦を行っている。砲撃なども的確に命中させていることから、それなりに射撃訓練を行っていた模様。ブゥアーの破壊後は地球でゲン達の帰りを待っていたが帰って来たゲンたちと共に姿を消す。
ニュウ・エイブ（ACT.1〜）
声：神谷明 / 未登場
初登場時は風まく光を目当てにリプミラ号を追ってきたスペース・パトロールの隊長で、どちらかというと悪役的な役回りだった。紆余曲折を経てゲンたちと行動を共にする。
リプミラ号内での仕事はコックで、その腕前は確かなもの。
ESP検知器でも検出できない特殊な波長をもった超能力者であるが、予知やテレパス等の知覚系能力は使えない劣等生（物理的な破壊力、移動力のみなら科学技術で代用できるため）。顔はラクガキのようにも見え、髪型は『超人ロック』の主人公ロック風（初めて超能力を披露した際にゲンは「使いそうな髪型だとは思ったけどさ…」と言っている）。
実は妻子持ちであることがACT.6で発覚した。
後に七つの試練をへてスペース・パトロール提督となり、「十の魔物」の1人として第7軍となったスペパトを指揮する。
本作の連載終盤頃から長谷川裕一の自画像としても使用されている。
ツキメ（ACT.4〜）
声：渡辺菜生子 / 安西正弘
秘密結社ギドロによって彼らの秘密基地・星見ちゃんスター（星見が勝手に名づけた）に拉致されていたところを偶然ゲンと星見に助けられる。
地球の数十倍の重力下で生まれ育った高重力適応型生物で、一般的な重力の惑星では非常に力持ちとなる。
その正体はジャンバ王国の正統王位継承者「ミンにょろにゅぐかーみゃこす殿下」であることがACT.12で発覚。
「十の魔物」の1人として第1軍ジャンバ星人を率いる。
ツキメという名前は目に三日月形の模様があるところから。知性のない動物の振りをしていた頃は星見になついていた（帰国時には星見を妃に迎えようとしたが、これは国内の不満分子をおびき出すための罠だった）。またリプミラは過去の経験から当初はツキメのようなネズミ型生物が苦手だった（正確にはラッコやカモノハシなど水棲哺乳類に近い）。
ニュウ・スソクホウ（ACT.6〜）
ニュウ・エイブの妻。夫を情熱的に愛しており、この夫婦はめいっぱい子沢山。
ACT.6での騒動の後に子供たちと共にリプミラ号に乗船してきたため、リプミラ号は託児所のようになってしまう。
本編で銀河障壁に言及したのは、彼女が最初である。
なお、エイブの名が「ニューウェーブ」なように、彼女の名は「ニュース速報」のもじりである。
本格的にストーリーが展開し始めた「五人の幽霊船編」以降はセリフが全く無くなってしまい、登場回数も極端に減ってしまう。星見と共に地球に残っていることから、星見のようにエイブの精神的支柱となることを決めたようである。最終話では子供達と共に1コマだけ登場している。
リプリム・グァイス（RYPRIM GUAICE、ACT.12〜）
声：未登場 / こおろぎさとみ
元・6人の幽霊船のひとりにして最年少。見た目は10〜12歳くらいの少女。姉妹の中ではドンくさい所があり、カナヅチ。
惑星リングロドでの紆余曲折を経て、ゲンたちと行動を共にすることになる。
明るく素直な子供らしい性格だが、かなりの耳年増。リングロドで自分を守ってくれたゲンにひとかたならぬ好意をよせている。
以前は旅芸人一座にいたこともあり、演技力はなかなかのものである。
ラドウ1101（クローンラドウ）を妹のようにかわいがっている。
船体がリープタイプの中でも高出力を誇るのと同じく、怪力である。
リプシアン・グァイス（RYPSHIAN GUAICE、ACT.12〜）
声：未登場 / 緒方恵美
元・6人の幽霊船のひとり。
もともとラドウに対して不信感を抱いており、カミオ星での戦闘後、なし崩し的にゲンたちと行動を共にすることになる。
封建制度の星で騎士として育てられ、親衛隊の隊長をやっていたので、いたって騎士道精神に篤い真面目で一本気な性格の持ち主。ボケ役の多いゲン一行の中では、ほぼ唯一のツッコミ役で常識人である。
体表面が次元屈折を利用した反射ミラーになっており、基本的にビーム攻撃が通用しないという特性を持つ（彼女の船体と同じ特性）。戦闘能力は非常に高い。
その性格からストレスがたまり易いのか酒癖はかなり悪く、ヨッペでの宴会では酒瓶でゲンを殴り倒している。
冒険のすべてが終わった後、ビメイダー（リープタイプ）たちが安心して自分たちの力で暮らせる国を創る事を志し、さらなる旅に出た。その成果の結実は続編『ネクストシート』にて見ることができる。

## 十の魔物（マップス）
ガッハ・カラカラ
声：未登場 / 大塚芳忠
ケチで強欲なカミオ人の武器商人。
彼が死の商人をしているのは商品として扱われているカミオ人を解放するための資金稼ぎであり、自分たちを差別した銀河への戦争の種をまくことによる復讐でもある。
しかしながらカミオ人解放という悲願が達せられた後も金儲けはやめられなくなっており、本人曰く「骨の髄まで金の亡者になってしまった。」とのこと。
リプミラが元々“幽霊船”の一体だったことを知っており、以前からことあるごとに対立していた。
「十の魔物」の一人として、第3軍であるガッハ商会以下70億の子会社を率いる。その出自もあって生き残ることに関してはポリシーがあり、銀河大戦では開始早々にリプミラ号がロストしたことに混乱する銀河軍に銀河とは星でも空間でもなくそこに生きる者1人1人だと説き、生きてるうちは生きる努力をしろと「喝」を入れる。最終話ではとある星からでた抹殺司令から逃げることを星見に伝える。その帰り道にリプミラ号らしきシルエットを目撃するが放置し、星見を訪ねてきたツキメを「野暮はいけねえよ」と引き留めていた。
ザザーン・クロマミス
惑星ドドーの軍人。階級は最初少佐だったが、ACT.11で大佐に昇進し、後には「大将軍」を自称する。
白兵戦から艦隊指揮までこなす有能な軍人。
筋金入りのレズビアンで、配下の機甲部隊「愛人部隊」もウディナ以外は全員レズの女性で構成されている。
リプミラを押し倒して手篭めにしたり、風呂場でリムにセクハラするなど本編のお色気担当を一手に引き受けている。
「十の魔物」の1人として、第2軍のドドー軍を率いる。
メタル・ビーチ
声：未登場 / 加藤精三
脳だけで半死半生の状態だった伝承族（ゲンが「オヤジ」と呼ぶ惑星リングロドの正体。彼の名前は本人を含め誰も知らない）がガッハによって惑星サイズのサイボーグにされた宇宙要塞。「十の魔物」の一人。
かつて滅ぼされた世界(別の宇宙)の記憶を持った唯一の存在であり、その時妻子を喪っている。伝承族の真の目的を知ったことで反旗を翻し、次に滅ぼされるのはこの宇宙であることを伝えようとしていた。
アマニ・オーダック戦後は失われた月の代わりに地球の周りを公転する。最終決戦では外装を外し、3本のアームを持った機動要塞となって銀河軍の中核をになる。ブゥアー崩壊の際には、その内と外を繋ぐ「異層空間転移装置」をフル稼働させる為に能力を越えた念動を使いシステムがオーバーヒート、死亡した。
シスター・プテリス
植物惑星の出身の植物異星人。「十の魔物」の1人として、第5軍を率いる。
未来予測に長けた種族の代表としてリプミラ号に出向き報告しようとした際に戦闘が始まり、なりゆきで乗艦したままゲンたちと行動をともにする。
普段は球状の宇宙服の中に浮かんでおり、空気の良い場所では宇宙服から外に出る。植物が由来ながら、姿は蝶のような羽（正確には花弁）を持った美少女と言った趣。私生活ではドジで天然。ゲンに好意を持つが、ゲンとリプミラの間に立ち入る事が出来ず身を引く。
ヘクススキー教授
本名はガドリジン・ローム・ラム・ヘクススキー。銀河最大の学術グループ、マド学院の院長職にある。「十の魔物」の一人であり、第4軍を率いる。
恐竜がごとき巨体と爬虫類系の外見は、事実ウロコで外皮が覆われている。運動不足解消のためにウエイトトレーニングをしているが趣味で鍛えた肉体は決して見掛け倒しではなく、正義のヒーロー「サンダークロス」としても活躍している。
卓越した頭脳は反乱軍の作戦や伝承族の謎に迫るなど多くの局面に発揮され、破局さえ省みず深淵に迫る探求者として自らを全うした。ブゥアーを倒した戦法を立てたのも彼である。伝承族の秘密を探るべく伝承族の遺伝子を自らに取り込み、変化の過程等を観察し、完全に伝承族へ変異してしまう前に人格と記憶をバックアップした後、自爆した。戦後は回収されたバックアップを人工頭脳に移すことで復活している。
キャプテン・ヒィ
数十億年前、伝承族に戦いを挑んだものの敗北。鹵獲され、伝承族アマニ・オーダックのコレクションとなっていた。
青き円卓近辺における銀河連合軍対アマニとの戦闘の最中に再び覚醒し、瀕死のシアンを救出する。以降、ゲンたちと行動を共にすることになり、「十の魔物」の一人として名乗りを上げる。
人間の姿をしているが、これは伝承族と戦うために造り上げた仮の肉体であり、正体は恒星の中に住むエネルギー生命体の第一統治継承者「最初の男」である。
第6軍となる光破船団の復活をめぐってのニードル・コレクションとの戦闘で寿命が尽き、戦死。以降は実弟である「最後の男」が仮の肉体を用いて2代目キャプテン・ヒィとして光破船団を指揮することになる。
「最初の男」はシアンと淡いロマンスを展開したが、「最後の男」とは仲間以上の関係になる事は無かった。

## リープタイプの頭脳体

### 六人の幽霊船
リプミラ・リプリム・リプシアンに関しては#主人公一行の節を参照のこと。
リプラドウ・グァイス（RYPRADOU GUAICE）
声：未登場 / 冨永みーな
リープタイプが創られた20万年前からの記憶を持ち続けている唯一の存在。ガタリオンを絶対の存在として、その忠実な道具でありつづけようとする。
極めて残忍・冷酷で執念深い性格。目的のためなら姉妹たちですら徹底的に道具として利用することも厭わない。
地球での戦闘でリプミラに敗れ死亡。無数に散らばったクローンラドウに後を託す。
ジェンド・ラドウ（THE END RADOU）
クローンラドウの内、オリジナル・ラドウの記憶を受け継いだ、全てのラドウの司令塔となるべき一体。ガタリオン消滅後、愛憎に駆られつつもリプミラと最後の決戦を繰り広げた末に敗れる。その最後には「心を持つ苦しさ」ゆえにそれを捨てようとしていたことが明かされている。
クローンラドウ
青き円卓での決戦で死亡したラドウの破片から再生した「新たなる」ラドウ。その数、実に数万。ブルー・ネスト計画の中核を担う。その思考のほとんどをジェンド・ラドウに依存しているため、ジェンド・ラドウの死亡後はほとんどが崩壊するブゥアーと運命を共にした。何体かは生き延びたようで、シェアード・ワールド「ソフティカ・リップ放浪記」にて生き残りが確認されている。
ラドウ1101
クローンラドウの一体だが、彼女だけがオリジナルのコントロールを受けることなくリプミラたちに保護されたため、数奇な運命を辿る事になる。能力自体は絶大だが、中身は年相応の「子供」であり、実年齢が近いリムと仲良くなる。最終決戦の後、再生したダードと共に銀河を放浪している。
リプダイン・グァイス（RYPDYNE GUAICE）
声：未登場 / 折笠愛
髪の色などを除けばリプミラと瓜二つの容姿をしている。残忍で性悪な、いわゆる悪女的な性格だが、根っからの悪人ではない一面ものぞかせる。ラドウほどではないが、銀河に生命を広げる仕事をしていた頃の記憶を持っており、子守もできる（リプミラは30秒も経たずに二回も落っことしそうになった）。
創られた当時から、同じ容姿を持つリプミラに対してコンプレックスのような複雑な感情を抱いており、そこをラドウにつけ込まれ、手駒として利用されていた（ラドウにとっては手近な鬱憤晴らしの対象だった様だ）。
地球での戦闘において、ラドウを倒すためにリプミラと共闘。捨て身の攻撃でラドウに大ダメージを与えるも、自らも致命傷を受けて砕け散っていった。
ラドウの策略で「愛人部隊」に入り込んでいた時期があり、当然ながらザザーンに散々弄ばれている。
彼女の人格データをもとにリプミラが再生したのが、リプデニーである。再生される際にリプミラからの情報フィードバックのためか、髪質が巻き毛から直毛に変わりゲンの事を「父親」と誤認する原因となった。
リプレイン・グァイス（RYPRAIN GUAICE）
声：未登場 / 井上喜久子
本来は非常に穏やかで優しい性格の持ち主だったが、ラドウに精神を支配され、操り人形にされてしまっている。ラドウの精神支配が弱まった時のみ、自我を取り戻すことが出来る。
リプミラの前身であるミラーの親友だった。（今のリプミラ自身にこの頃の記憶はない。）
カミオ星での戦闘において、強制発射された「星の涙」を無理矢理止めようとして致命傷を負う。最期は「星の涙」をリプミラに託し、散った。
彼女の人格データをもとにリプミラが再生したのが、リプレニーである。リプデニーと同じ再生装置から誕生したため、姉妹と言う認識を持っている。

### ニードルコレクション
スガラ・リップ
ニードルコレクションのリーダー格。短く刈り込んだ短髪の髪形。
伝承族に囚われた仲間のリープタイプの命を救うため、刑務所長であったギツアートの配下として破壊活動に従事していた。
ゲン一行の助力を得てギツアートを倒した後は、仲間のリープタイプたちと共に銀河連合軍に加わる。
銀河連合軍の戦列に加わった後、なぜか髪を伸ばすも、周囲の評判はいまいちだった。「かわいくしてみようと思った」とは本人の談。
最終決戦でソフティカと共にブゥアーから撤退する味方の殿を務め、ラドウ司令船と壮絶な相打ちを遂げる。そのまま死亡したとされているが、最終話で彼女とソフティカと思われる人物のシルエットが1コマだけ登場している。
ゼル・リップ
2人一組のリープタイプ。いつもルゼ・リップと一緒にいる。
特殊能力であるデンジャーノイズ（機械類の記憶メモリーを消去してしまう音波を発生させる）を使用した際は、片方がもう片方の記憶をバックアップすることになる。
ルゼ・リップ
2人一組のリープタイプ。いつもゼル・リップと一緒にいる。
容姿・能力共に全てゼルと同じ。
エナジー・フォール・ダウンでリプミラを追い詰め、スガラに気を取られた隙にリプミラの記憶を消去する。デニー、レニーとの戦闘では指向性を高めたデンジャーノイズを使うが、誕生したばかりの2人には全く通用しなかった。
連合軍に加わった直後はリプミラからの報復を恐れ、ゼルと共にリプミラ号の雑用をしていた。
バオン・リップ
基本的に美女揃いのリープタイプにおいて、アフロっぽい髪型にタラコ唇、丸メガネ、恰幅の良い身体にウロコと非常に個性的な容姿が特徴。水中戦を得意とし深海の高重圧力にも耐える仕様から非常に打たれ強い。
見た目は悪人面だが、情に厚い性格であり、仲間であるニードルコレクションの事を第一に考えている。なお、名前は「オバン」のアナグラム。
ハーザン・リップ
女ターザンのような見た目をしており、喋る言葉はカタコト。見た目どおりパワーとスピードが武器の肉弾戦タイプである。金属生物が生育する惑星で育ったため、全身が非常に頑丈になっている。
意識や他人への認識も動物的。ソフティカには懐いている。
ソフティカ・リップ
飄々とした性格で、無類の酒好き。いつも酒の入ったヒョウタンらしきものを手にしている。
海が酢になっている惑星で育ったと自称しており、軟体を利した拳法のような技を使う。頭脳体はかなり頑丈に出来ているらしく、身体が真っ二つになっても全身が真っ黒焦げになっても生還した。
ニードルコレクションのサブリーダー格と思われる。
『轟世剣ダイ・ソード』で千導今夜がソフティカのコスプレっぽい衣装を身に着けているシーンがある。
最終決戦でスガラと共にラドウ司令船の内部に入り込み、司令船を内部から破壊するもほとんど相討ちであった。暗殺者として手を汚してきたスガラが無理をしている事に気付いており、彼女を気遣っている。

### その他の機体
ファーストボーン（ACT.68〜）
最もはじめに伝承族によって生み出されたリープタイプであり、リープタイプの生産と修理を行う全長数kmに及ぶ巨大な工場だが自力航行する能力を持たない。その巨大さゆえに末端部にまで制御が及ばない部分がある。
他のリープタイプが積んでいるものより遥かに高度な頭脳体の再生装置を持ち、リプミラはこれを利用しダインとレインの遺伝形質を受け継ぐデニーとレニーを再生した。
伝承族の真の行動目的を知っており、銀河の人々に協力し伝承族に逆らうことを拒み銀河障壁通過前に自らを船団から切り離して自爆する。

## テュリオム通商圏の人々
ジャルナ（ACT.5〜）
声：未登場 / 高橋美紀
ベニュアス平和使節の少女。宇宙港でリプミラ号を乗っ取り、開戦目前のイスナに向かう。
その正体はベニュアス王国第一王女（彼女を含め、平和使節は国王の9人の子供たちだった）。ゲンたちの協力を得てガッハの妨害を跳ね除け、使節としての使命を果たした。
潔癖症な所があるらしく、ツキメの悪戯に驚いて銃を乱射した事がある。
ゲンに好意を持ちつつ、一行の旅立ちを黙って見送った。
ササンドラ
声：未登場 / 峰恵研
イスナ主席。平和主義でロマンチストと言う評価で、優れた手腕を振るう政治家。近隣の星々からも慕われている。
テュリオム通商圏連合軍の首脳陣にも加わる。主な仕事は調整役だが、アババとガマニタンドには振り回されっぱなしだった。身を捨てて連合軍を通常空間に帰還させたメタル・ビーチに密かに敬意を表した。
リプミラは前述の評価を語り「いけすかない野郎」と評している。
イーダク（ACT.5）
ベニュアス国王。登場は名前と写真のみ。
アド（ACT.5〜）
ジャルナの妹。ベニュアス国第三王女。
成長後、ジャルナとそっくりになった外見を利用しゲンたちを騙した。
イサン（ACT.5〜）
ジャルナの弟。ベニュアス国第一王子?。
ACT.31、91のコマから類推するに、王位継承権一位は彼ではなくジャルナにあると推測される。
ゼオ（ACT.5）
声：未登場 / 金尾哲夫
イスナ軍将軍。イスナの実権掌握を狙いベニュアスとの開戦を画策する。
イブン、サマモ、ルソク、トーホ（ACT.5）
それぞれジャルナの弟・妹たち。
アババ・バトッターシャ（ACT11〜）
ドドー第一元帥の老婆。テュリオム通商圏の重要人物で、連合軍においても指揮権を発動できる存在。
伝承のワナを知りゲン抹殺を決定したり、青き円卓への全軍出撃を即決したりと、果敢な判断が特徴。
ザザーンの曾祖母。趣味はロールプレイングゲーム。
ダンジョン・クロキ（ACT11）
ドドーに駐在するベニュアス大使。
ガマニタンド（ACT31）
ガンピ軍大提督。テュリオム通商圏連合軍の首脳に加わる。
アマサ侍従長（ACT31）
パウトゥーヤ連邦の要職。テュリオム通商圏の会議に参加する。
ウディナ・ブイア（ACT35〜）
ドドー人としては希少な男性。
ザザーンの部隊に所属するが、ひ孫に子供を作ってほしいアババが無理やり編入させたのが理由。だが女らしく（注:ドドー項参照の事）育てられたためかアババの思惑通りにはならず。本人は星見にホレてしまう。
実家はドドーの名家だが、産まれた子供が（ドドーでは極めて稀だが）全て男性だったため、末っ子のウディナを「女」として育てた。
ケザレヒン殿下（ACT.50）
どこかの星の王位継承者で、ジャルナの婚約者とされる。登場は写真のみ。
強欲で、女好きで、思慮に欠ける人物との評判。ゲンに嫉妬し殺し屋を雇う。

## 地球人
イースター（ACT.2）
アメリカの強化サイボーグ。地球に逗留中のリプミラを襲撃する。
一見普通の人間だが、右眼から放つレーザーや身体に仕込む戦略核でゲンたちを人質にとり、リプミラを窮地に追い込む。
シェアードワールド作品、「流星のジュディ」では家庭持ちだった事が判明した。
カシン（ACT.2）
ソ連の強化サイボーグ。イースターと共同でリプミラを襲撃する。
外見はまるっきりロボット。ミサイルを武器とし、やはり核を体内に搭載している。
ゲンの父（ACT.2〜）
ACT.2で一コマだけ登場した際には、眼鏡をかけた平凡な親父だった。
これが、ラドウ戦後、夜空にかかるメタル・ビーチを風情が無いと評したり、13年振りに会うゲンに鷹揚に接した。心配していたゲンに「子供が親の心配するなんて永久に早い」「子供は自分の子の心配だけしてりゃいい」と語り、時間があれば一度帰ってこいと伝える。
ゲンの母（ACT.2〜）
初出時は買い物帰りのエプロン姿。13年後の再登場では、父が白髪になったのと比べてあまり老けて見えない。
十鬼島ヨシキ（ときしま よしき、ACT.43〜）
ゲンの弟。産まれたのはゲンが宇宙に旅立った後。父曰く「夫婦二人っきりの生活と言うのも意外に味気なくて」作ったらしい。星見に好意を寄せており、同志のとしお・ウディナとは奇妙な連帯感を持っている。
兄と相似形。プロパガンダ用のドラマが製作された際にはゲンの役で出演した。親を放り出して旅に出たゲンに反発しているが、マップス シェアードワールド「宙へ往く船（重馬 敬）」では地球製リープタイプ・リプトゥーラの教育のため再び「ゲンの代理」をさせられる。リプトゥーラが地球の軍事拡張の道具として使われることに納得がいかず、最終的には共に地球を出奔した。「マップス ネクストシート」では最終決戦にてゲンと再会。リプミラからは「呪われた一族」と言われた。
鈴木としお（すずき としお、ACT.44〜）
対異星文明大使館副所長。ゲンとは2年B組で同級生だったが、ゲンたちが地球を出奔してから13年が過ぎていたため30歳になっており、顔を見せただけでは誰なのか気づかないゲンからは「おじさん」呼ばわりされた。
テレビアニメ『魔法の天使クリィミーマミ』主人公のユウちゃん（声：太田貴子）を真似て名を呼ばれる事に拒否反応を示す。これと、プロレス研究会譲りのコブラツイストを以って、ゲンに認識してもらえた。
星見に片思いしており、独身なのは職務に忙しかったから、だけでは無い。

## 銀河伝承族
銀河最大の謎・究極の生命体と言われる種族。全長一万五千km、その姿はさながら惑星サイズの生首。自らの質量から発せられる重力を使った物理攻撃、または超巨大脳からの念動力や精神攻撃を主な武器とする。脳内では神経末端を感覚器の様にも使える。
その成長には段階がある。二齢といわれる段階までは通常の生物と変わらない姿だが、三齢に達すると脱皮を経て前述の生首様に変化し、物質を吸収しながら急激に成長する。だが、成長し巨大化していくのに伴って神経伝達速度が低下していき、通常の生物の行動に追従できなくなる。そのため成体となった伝承族は予知能力によって『自らが観た未来予測』に従って行動しており、そこから外れるイレギュラーな事態には対応できないという弱点を持つ。
睨まれたら命は無いものの、無関係な者を巻き込まないと言われていたが、ゲンが宇宙に旅立ってから、真の目的に向けた行動を加速し始める。
その正体はブゥアーの作り出した情報収集端末兼増設生体記憶装置。宇宙のあらゆる情報を収集し、優秀な者はブゥアーに取り込まれ記憶装置の増設ユニットとなる。通常の生命体が伝承族の遺伝子を注入されて伝承族に変異するが、1-2齢と呼ばれる幼生体の内はともかく、3齢と呼ばれる伝承族として知られる通りの形態に変態すると、意識まで伝承族（ブゥアーの端末）となって失われてしまう。

### 評議会
伝承族全体を統括する集団。銀河障壁を張り巡らし、またリープタイプや協力者を使い、銀河中を生命で満たして来た。だが、それらは繁栄のためではなく、破壊をもたらす事を目的としている。
ギルディオ（ACT.3）
評議会の命を受けザナイン滞在中のゲン一行を襲う。三百年前にリプミラを念動力で操りカリオンを殺している。
ブゥアー（ACT.31）
評議会の長にして伝承族を統べる『神帝』。
テュリオム通商圏連合、未確認宙域がそれぞれ形になりつつあるまさにその時、突如その姿を銀河中に現し、一年後の生贄砲使用を宣告した。それが青き円卓を舞台とした戦いへと繋がってゆく。
正体は太古に滅びた「別の宇宙」の文明人が宇宙崩壊に際し生きた証をとの願いから産み出した生体記憶装置。創造者の命に従い無数の宇宙の誕生と崩壊を記録し続け、その任務を遂行する為に伝承族を産み出した。蓄積情報が膨大なものになり維持エネルギーに困窮し、実際の宇宙の歴史がシミュレーションと変わりなかった事から、シミュレート可能な情報を集め終わった時点で宇宙そのものを破壊しエネルギーに転用するという本末転倒な手段を取るようになった。
最期は脳神経系にダード号のビームを打ち込む事で命令をプログラミングされ、銀河系から退去後自爆させられる事により倒された。
ニプー（ACT.37）
刑期の途中で姿をくらましたガタリオンを追って反乱軍の拠点へ来た評議会員。真ラドウに瞬殺される。
ミバリハン
声：柴田秀勝 / 未登場
学研版OVAに登場する伝承族。

### 反乱軍
評議会ひいては伝承族の目的に対し反乱する勢力。ただし、その行動は隠密裏に進められている。中心メンバーはまだ二齢前後の幼生体で、完全な伝承族になれば自身の意思も消えてしまうことを知ったがため、自分たちの意思が残っているうちにブゥアーを乗っ取ることを目的とし、ジェンド・ラドゥとそのクローン機によってブゥアーを乗っ取り、自らの意識を内部にインストールするが、見下していた銀河の生命たちの奮戦に演算が追いつかなくなり、敗れる。
ガタリオン（ACT.5〜）
声：未登場 / まるたまり
秘密結社ギドロに拉致されていたところを、情報を求めるゲンが接触した宇宙民族伝承学者。その実態は伝承族の幼生体だった。ブゥアーを乗っ取っとって予定通り宇宙を喰ったあとはブゥアーに蓄積されたデータの閲覧や、それを基にしたシミュレーションを行うことで「宇宙の支配者」を気取ろうとしていた。
オプタの一族（ACT.37）
五万年前に伝承族内から出た反逆者の一味。リープタイプに進化能力を与え、伝承族に対抗できる機体を造りだそうとした。しかし途中で計画が発覚してしまい、『六人の幽霊船』を残しリープタイプとともに処分された。
ガタリオン一党は、このオプタ一族反逆の動機を知り、自らも反乱軍を立ち上げた。
アマニ・オーダック（ACT.38〜）
機械学者を名乗る成体。自分をないがしろにした評議会への復讐のために反乱軍に加わる。
その名前は「マニアオタク」のもじり。その名のとおりの兵器マニアで、脳内に50億年かけて集めた銀河中の兵器コレクションがあり、破壊力別にA級〜C級に等級付けられている。
キャプテン・ヒィやニードル・コレクションも彼のコレクションの一部である。リプシアンへはB級（惑星破壊レベル）という評価を下しており、キャプテン・ヒィはA級（恒星破壊レベル）、ニードル・コレクションは別枠（暗殺用）という扱い。
ギャダ（ACT.37〜）
銀河統一会議会場を襲撃した二齢の幼生体。襲撃と同時に三齢に脱皮する。前述の通り伝承族となることを拒否したがゆえに、銀河軍に伝承族の弱点を知らしめることを選んだ。
ギツアート（ACT.49〜）
銀河系外にある伝承族の刑務所の所長。評議会員であるが、さらなる権力を求めて反乱軍に加わる。
収監されているリープタイプの開放をエサにニードル・コレクションを従えている。
当初は幼生体かと思われていたが、実際には成体である。彼が力を使わなかったのは評議会に裏切りが発覚するのを恐れたためである。

## 本編のその他の登場人物
カリオン
声：小野坂昌也 / 谷口節
リプミラ号の元主人。三百年前に死亡。
かつては銀河伝承族の協力者だったが、その真意に気付き裏切った。予知能力者でもあったため、自らの死を事前に知り、あえて宇宙海賊としての覚悟をリプミラに教えた。
ジモン（ACT.3）
ザナインの武器商人。リプミラは彼から風船弾を購入する。
アルガン、ゴウキ（ACT.5）
それぞれカミオ星人。“カミオの箱船”号の乗組員。
強力仮面（ACT.6）
スソクホウの再婚相手として現れた仮面の男。実はオロロ星人ではなく、スペース・パトロールの権力を狙っている。
一度はエイブを退けるが、結婚式会場に現れたスパイラル・メタモルフォース形態のエイブに踏み潰された。
パズル2にて『強力レッド』として再登場。スーパー戦隊『協力仮面』を組み試練に挑むエイブの前に立ちはだかった。
星雲所長（ACT.6）
スソクホウの実父、つまりニュウ・エイブの義父。星雲署長と呼ばれており、スペース・パトロールではそれなりの地位にある模様。
まともな超能力を持たないエイブに失望しており、体面を保つため強力仮面を婿にしようと画策する。
超機動グラジオン（番外編）
テビレ・アミメのロボット俳優の卵。姓は超機動、名はグラジオン。
「リアルで暗い戦争物ばかりになった映画を変える」という青雲の志を抱く。
リプミラから師事を受け、武器に頼らない素手格闘でのアクションスターとして開眼。見事新番組の主役となる。
後に地球へやってきて銀河統一会議を傍聴したり、プロパガンダ用のドラマ作品制作に関わり、監督をしたりしていた。
番外編の欄外に書かれた作者の落書きによれば「グロイザーX」に似ているらしい。
シャーザ（ACT.8〜）
パトズマでガッハに打ち捨てられた外人部隊など異星人社員の代表。ゲンに雇われた。
右手の形が違うのはACT.8でザザーンと戦った際に負傷したため。ゲンとの縁もゲンが（潜入するためとはいえ）重傷を負った彼を基地まで運んだことがきっかけと思われる。
仲間と共に三隻の船で始めた会社を半年で千倍規模に発展させるなど、かなり有能。
会社は一度ツブれるが、張本人たるゲンに向ける忠誠は変わっていない。
あーぎゃこ（ACT12）
ジャンバ星間大使。たまたま立ち寄ったドドーで消息を絶っていた王子（ツキメの事）と涙の再会を果たす。
クバル（ACT.15）
カミオ星人。「五人の幽霊船」に襲われる母星の救援を求め各国を巡るが、悉く拒絶された末ドドーに辿り着いた。結局扱いは変わらず、問答無用で処刑される所を顔見知りだったシャーザに助けられた。
ランザック（ACT.19）
カリオンの回想にのみ登場。伝承族の協力者だったがカリオンの裏切り計画に加わり、リプレインとともに脱出するが逃げ切れず死去。
ロジュル（ACT.21〜）
カミオ星人のオペレーター。ガッハを愛している淑やかな女性。
ゾロン（ACT.21〜22）
メザラル星のビメイダー・ハンター。無数の虫状の個体を、女王首がフェロモンでコントロールしてリプミラたちを襲う。
アゼン（ACT.24）
カミオ星人の探検家。一万七千年前に惑星リングロドを調査し星図を譲り受けたが、自身はくだけちって死亡。彼の探索行にはガッハの父も同行していたが未帰還。
ジャンバ国王（ACT.25）
ツキメの父。対異星人開国政策を執っている。
エジベ（ACT.25）
ジャンバ国公爵。鎖国派。王朝転覆を図りクーデターを起こす。
ダード・ライ・ラグン（ACT.26〜）
ヨッペ上空で、リプミラの前に現れた男。
二百四十年前、リプミラの設計図を元にライ族が製作したビメイダー。銀河各地から逃亡したビメイダー達の流浪船団（後の第8軍）に君臨していた。
自らを兵器として定め、一貫して強さを求める事をアイデンティティーとしているが、作り手であったライ族のメンタリティを持ちながらヒューマノイド・タイプの身体を与えられたことで、自分自身が戦い、破壊し殺戮するためだけに造られた「醜い怪物だという事実」を知ってしまい、その宿命に苦悩している。その心の有り様は、リプミラとの戦いやラドウ1101との出会いで、その後変化してゆく。
ジェンド・ラドウとの戦いで致命傷を負い、クローンラドウの一体を道連れにして死亡するが、彼の放った最後の一撃がジェンド・ラドウに滅びをもたらす事になる。さらに残された船体はゲンに託されて合流したリプミラ号と合体し、ブゥアーを倒すに至った。
「龍の子孫」として最後まで雄々しく戦った彼の身体データはゲンによってクローンラドウの再生カプセル（彼が倒したラドウの機体にひとつだけあった）に入力され、復活。大戦後はラドウ1101と共に宇宙を放浪している。
オルシス（ACT.29〜）
女性型ビメイダー。ビメイダーを道具として使い捨てるナチュラリアンとは非協力の立場にあり、ダートからの離反後は流浪船団を指揮する。
アマニ・オーダック戦で戦死したと発表された人数はあくまでナチュラリアンのみであり、道具として扱われているビメイダーはその中に含まれていないという現実をゲンに語り、銀河が平和になっても差別が無くならなければ意味が無いと、当初は連合軍への参加を拒否していた。
ギツアートの元からリープタイプが解放された後、ナチュラリアンであるゲンとビメイダーであるリプミラの絆を目の当たりにしたことから、伝承にない第8軍の司令官として連合軍に加わった。
イタラ（ACT.34）
流浪船団の要職にあると思われるビメイダー。
男の子（ACT.35〜）
修理のためリプミラ号が立ち寄った惑星の大気圏外でゲンが空間生物から受け取ったカプセルで眠ってい子供。成り行きでゲンが故郷の惑星に送り届ける事になった。
その時にいた面子の中で唯一育児経験のあったダインになつく。
最終回では10歳程度に成長した姿で登場。星に立ち寄っていたデニー、レニーと共に宇宙に旅立つ。『マップス ネクストシート』では「有能社員A」として登場。
ジブート（ACT.50）
銀河一の剣の使い手として銀河全域にて最も危険視されている殺し屋。
「“姫”の心を奪った男をたたっ斬ってこい」とジャルナ王女の婚約者ケザレヒン殿下に依頼されゲンに挑むが敗れる。
「ジブート」は「武士道」のアナグラム。
胸を撃ち抜かれて死亡したと思われたが生存しており、最終話では刑務所に収監されていた。
片キバ（ACT.57〜）
480万光年離れた銀河系外文明の調査船団の長。船団は伝承族の攻撃に遭い、片キバ船長の船を残し全滅した。
亜空間内でのニードル・コレクションとの戦闘で銀河障壁を飛び越えた際ゲンたちと出会う。傷ついた船を修理する資源を手に入れるため伝承族刑務所（ギツアートの本体）に突撃。時間稼ぎのためゲンと共闘し船の離脱を援護した。その後銀河外周を超長距離ワープのために加速周回している船に合流する手筈が整えられ、ゲンと愛用の武器を交換した後、リムによって船に送られる。
オルシスは片キバ等のことを“サイド・ウォッチャー”と名づけたが、ゲンたちには“ヒラメ原人”と呼ばれた。

## 外伝の登場人物

### 悪人帝国
侵略大帝（しんりゃくたいてい、パズル6・バズル10）
悪人帝国の首領。パズル6では銀河の侵略を、バズル10では全宇宙の侵略を企てる。
作者のお気に入りキャラで、いわゆるスター・システムが採用されているほぼ唯一のキャラクター。『わかりすぎた結末 あるいは失笑した宇宙 もしくはキャプテン・オーマイガーの華麗なる挑戦』『クロノアイズ』『クロノアイズ・グランサー』『スタジオ秘密基地劇場』にも登場している。
パズル6でゲン一行にあっさりと負けた後、約千年の冷凍刑に処されたがパズル10で復活。が、またしてもラドウとダードにあっさりと負けてしまった。
最近の作品ではエイブと共に作者の似顔絵として使われている。
機動将軍ヒトーリン（バズル10）
悪人帝国の暗黒三幹部の1人。初出は『機動戦士VS伝説巨神 逆襲のギガンティス』に登場したネオ・ジオンの司令官。
怪獣王バタリ（バズル10）
悪人帝国の暗黒三幹部の1人。初出は『最終生命』に登場した場足教授。同名の人物が『メデューサ・ブレード』『スタジオ秘密基地劇場』にも登場する。
超常博士アザーゲルン（バズル10）
悪人帝国の暗黒三幹部の1人。初出は『ドラゴン・ハリアー』に登場した大魔導士アザー・ゲルン。
惑星クリスタライナの王（バズル10）
銀河系の外のL28銀河系にある悪人帝国の支配下の惑星の王。ポリゴンの様な姿をしているが、結晶生物から進化した人類。
悪人帝国の命により「悪者に襲われている」というニセのSOS信号を出し、ラドウとダードをおびきよせた。
どでかスライム（バズル10）
怪獣王バタリの作品で、作品No.182（アザーゲルンには「ひどい名前だね」と言われた）。
プールの水に化けてラドウを捕らえることに成功した。

### その他
ダード・ライ・ラグン（パズル10）
本編で死亡したダードの再生頭脳体。成長が遅く、未だに子供の姿のままであり、性格も非常にやんちゃで子供っぽい。
ラドウには完全に尻に敷かれており、彼女には全く頭が上がらない。
外伝のあとがきによれば、彼がラドウの尻に敷かれている現状は宇宙にとっても2人にとっても理想的な状態とのこと。
ギドジ（パズル1）
星へシャランナがさらわれてきた時に、主を裏切ってシャランナと一緒に逃げるように駆け落ちしてきた少年。
宇宙海賊に捕らえられていたところを、たまたまその宇宙船を襲撃したリプミラに助けられる。
元々は、とある星の王を守るために造られたガード・ビメイダーで、腕に仕込まれた銃からビームを撃つことができる。王が更なる財を欲して拉致してきたシャランナと出会い、疑問を感じて出奔した。
いずれはシャランナと子供を作りたいと思っている。
本編にもシャランナと共にACT.71で2コマ、ACT.91で1コマのわずか3コマだけだが登場している。
シャランナ・テクマキス（パズル1）
銀河最高とまでいわれた予知能力者の少女。父母を早くになくしたため、多くの星がその力を狙い、どこへ行っても追われる身であった。
リプミラの運命を「お嫁さんになる」と予知した。
バタケー（パズル1）
ライ族の浮遊・実験移動基地にある研究所の所長。
リプミラの遺伝子を元にしてダード・ライ・ラグンを生み出し、子孫が作れるかどうかの賭けをした。「千光の聖櫃（アーク）」に先祖の宝が眠っていると考えていたが、実体は失敗作を捨てる「ゴミため」だったことに驚愕する。「何故だ」と疑問を呈するも、リプミラからは「あんたら（ライ族）らしい」と評された。
テイ・トック（パズル2）
スペースパトロール最高司令官。素顔は見せず、常にシルエットのみで登場した。
来る銀河動乱においてスペースパトロールの力を借りたいと直訴してきたエイブに7つの試練を与え、自身の後継者とする。
パトコ（パズル2）
7つの試練を受けるエイブの下に配属された試験官。
オロロ人ではなく、スペパトが秘密結社である事を知らずに入ってきた不幸な少女で、早くやめたいと考えている。
エイブが試練を突破していく内に彼に惹かれるようになり、最後はエイブに惚れてしまう。
本編最終話にも1コマだけ登場している。
ドクトル・ハツトージン（パズル2）
スペースパトロール第13部隊の司令官。顔は美形だが、趣味はタコ踊りで「タコのハッちゃん」とまで言われていた。
全銀河統一おどり大会でエイブに敗北して2位となった事を恨み、7つ目の試練としてエイブに料理対決を挑んできた。
味付けは圧勝だったものの、審査員となったペンタッタ星人にとって毒になる食材を使ってしまったために敗北する。
ゴイイケン・ムーヨ（パズル3）
暗黒街のボス・チューボスの令嬢で、相手がグサリとくる事を平然と言う「やな女」。常に2人の部下を引き連れている。
銀河ハロにあるケンゲ星団最大のイベント「星団一周スピードレース」で連続12回優勝し、「クイーン・オブ・ブースター」の名をほしいままにしていたが、その実は「スタート会場を爆破」「人造マイクロ・ブラックホールをコース上にばらまく」「隕石を相手にぶつける」などと非合法手段を用いた妨害工作によるものであった。
にもかかわらず、リプミラに僅差で負けてしまい、優勝インタビューを受けるリプミラに「クイーン・オブ・ブス」と言われてしまう。
サリ（パズル4）
クオリネスの子供達のリーダー。年長者で宇宙船をコントロールしている。
シジ（パズル4）
クオリネスの少女。「下半身が割れている（脚がある）」ことからゲンとリプミラを怖がっていた。
パル（パズル4）
クオリネスの少女。
エミュー（パズル6）
通商惑星ペンタズーのジマル・ジルの孫姉妹の妹（姉も登場しているが名前は不明）。
チンピラ（?）に絡まれていたところを偶然通りかかって助けたゲン一行を宅配便屋だと思い、祖父の元へ花を送り届ける依頼をした。
ジマル・ジル（パズル6）
かつてオーウィザッハ戦役でドクター・ジェノサイドと呼ばれ、数々の新兵器を生み出した機械工で、一撃で銀河の半分を吹き飛ばすことのできる最終兵器「空曲次元臨界絶対砲」を設計した（完成はしていない）。
辺境の惑星・デントウリプスで悪人帝国に捕らえられる。
ドン・ザクリ（パズル7）
史上最も残忍とも言われた暗黒街のボス。
一人息子のダウロアに秘宝が渡せなかったことが心残りで幽霊としてさまよっていたが、ダウロアに変装していたリムが「息子ではなく、孫娘です」と演技し、それに満足して成仏した。
ドン・ダウロア（パズル7）
ドン・ザクリの一人息子。父親の仕事を知らされずに暮らしていたが、ある日事実を知らされた。ショックから酒に逃げて泥酔した状態で交通事故死した。
リムに似ていることから、星図を探すためにダウロアに変装したリムが宇宙船デスグラウド号に乗り込んだ。変装したリムは81人目の息子（挑戦者）だった。
ミナトリ（パズル8）
文明レベルが低く、どこの宇宙文明圏との接触もない未開の惑星の小学校7年生。将来の夢は宇宙船のパイロット。
偶然事故で不時着したゲンとリプミラを友人のゴムと共に海岸で発見し、2人をかくまう。
ゲンとリプミラを宇宙人だと確信し「スッポンパー（宇宙生物）」と呼ぶ。
ゴム（パズル8）
ミナトリの友人で軍事マニア。
ゲンとリプミラを見て「軍の実験用生物兵器」と考えた。
ヨッペ（パズル8）
ミナトリの友人。
チモ（パズル8）
ミナトリの友人。
ガトー（パズル8）
ミナトリの友人。
ハカセ（パズル8）
ミナトリの友人で物知り。
ゲンとリプミラを見て「海モグネラの一種の変異」「大きさが違うのでおそらく母子」と推測した。
ププラ博士（パズル8）
ミナトリの星の博士（名前だけ出てくる）。物体は光より早く飛べないという「光速基準論」を唱えている。
ミュジゴラ可変生命体（パズル8）
あらゆる物体に変形できる生命体。賞金稼ぎ（ただしこれはゲンたちの推測による）。
リプミラ号のメカニックの一部に化けて潜み、ゲンたちを襲った。
軍人のおじき（パズル8）
ミナトリの友人の内の1人の知人の軍人。
ミナトリの友人がうっかりゲンとリプミラの事を話したために、「軍が開発した生物兵器」という名目でゲンとリプミラを軍の手中に収めようとした。
オウガ（パズル9）
封建社会の星の国のハドックの君主で「銀の君主（ロード）」と呼ばれる馬族（ダーヴィ）。シアンの主で、ハドックに流れ着き船体から再生されたシアンを拾い育てた。
過去に馬族が高度な文明を手にしたがために星を焼き尽くしてしまったがために、禁忌（文明を封印し、原始的かつ定期的な戦争で人口を調節する）を守ろうとする。
ルプル（パズル9）
ハドックの人族（フィトン）の少女。
シアンを姉のように慕っていたが、戦火の犠牲になる。
蒼騎士（あおきし、パズル9）
ハドックの隣国マスタングの騎士。
その正体はマスタングが発掘した禁忌兵器で、複数体存在する。